# 吏部
吏部（りぶ）は六部の一。文官の任免・評定・異動などの人事を担当した。
後漢のときに吏曹が設置され、尚書常侍曹と改められた。魏晋南北朝時代より吏部と称され、隋唐五代十国では尚書省のもとで六部の首位に置かれた。
長官として尚書（吏部尚書）が、次官として侍郎（吏部侍郎）が2人置かれた。隋唐期には吏部の下に吏部・司封（しほう）・司勲（しくん）・考功（こうこう）の4司が置かれ、各曹の長にはそれぞれ判官である郎中（ろうじゅう）と員外郎（いんがいろう）が据えられた。
唐の初期には科挙を主管したが、玄宗の開元24年（736年）からは礼部が主管した。唐の中期に至り尚書省の権限が他の機関に侵されるようになると、吏部の役人の任免権も低下していった。司列、天官、文部と改称されたこともあるが、やがて吏部に戻された。
日本の律令制においては、式部省の唐名。